# Creissa
Creissa (en francès Creissan) és un municipi occità del Llenguadoc situat en el departament de l'Erau a la regió Occitània.